# キャラ☆メル
『キャラ☆メル』は、日本の出版社・一迅社が発行する美少女キャラクター・ビジュアル情報誌。2007年6月25日発刊、季刊。
2009年12月25日発売のvol.11をもって一時的に休刊。編集人員を入れ替えての2010年7月頃の復刊予定を宣言し、7月に『キャラ☆メル Febri』として再開された（現在の誌名は『Febri』）。

## 概要
『げーむじん』『げーむじんPARTNER』（ティーツー出版）及び『PALETTA』『Karen』（エンターブレイン）の編集長・編集部長を務めた木村晃が中心となって発刊しており、実質的に『げーむじん』『PALETTA』両誌の後継誌に当たる。Vol.5までは『げーむじんPARTNER』以降に引き続いて毎号、藤島康介が表紙を描き下ろしていた。
キャッチフレーズは「ゲームとアニメの美少女“おしゃべり”マガジン」で、イラストレーター・漫画家・小説家・ゲームクリエイター・アニメーター・声優を交えた対談・座談会形式の記事を重視している点が特色である。

## 主な連載
小説
- 東方儚月抄 〜 Cage in Lunatic Runagate.（ZUN/TOKIAME）
- G線上の魔王 〜あるいはとある日常〜（るーすぼーい 原作：あかべぇそふとつぅ/有葉）
- メル☆ザ☆クエーサー（孝岡春之介 原案：藤島康介/深山和香）